# Matvej Korobov
Matvej Georgievič Korobov, detto Matt (in russo Матвей Георгиевич "Мэтт" Коробов?; Orotukan, 7 gennaio 1983), è un pugile russo.

## Palmarès

### Mondiali dilettanti
- 2 medaglie:
  - 2 ori (Mianyang 2005 nei pesi medi; Chicago 2007 nei pesi medi)

### Europei dilettanti
- 1 medaglia:
  - 1 oro (Plovdiv 2006 nei pesi medi)

### Coppa del mondo
- 1 medaglia:
  - 1 oro (Mosca 2005 nei pesi medi)